# Eucereon duthaca
Eucereon duthaca är en fjärilsart som beskrevs av William Schaus 1924. Eucereon duthaca ingår i släktet Eucereon och familjen björnspinnare. Inga underarter finns listade i Catalogue of Life.